# Nothrus flagellum
Nothrus flagellum är en kvalsterart som beskrevs av Csiszár 1961. Nothrus flagellum ingår i släktet Nothrus och familjen Nothridae. Inga underarter finns listade i Catalogue of Life.